# Jul. Terlingen

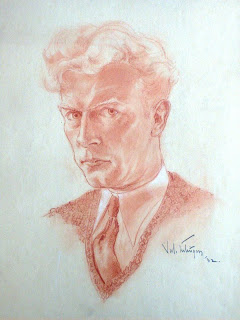
Zelfportret uit 1932 van Jul. Terlingen

Jul. (Julius) Terlingen (1903 – 1979) was een Utrechts tekenaar/illustrator, onderwijzer en musicus.

## Tekenaar
Zijn glorietijd als tekenaar lag in de jaren voor de Tweede Wereldoorlog. Toen was hij de vaste tekenaar bij de Roomsch-Katholieke Staatspartij (RKSP) in het blad De Opmarsch, De Volkskrant en bij het Utrechtsch Nieuwsblad. 
Terlingen tekende gedurende zijn leven verder veel voor de katholieke arbeidersbeweging – eerst het Roomsch-Katholiek Werkliedenverbond (RKWV) en later de Katholieke Arbeidersbeweging (KAB) – in vakbondsbladen als Herstel, Ruim Zicht, St. Eloy en De Mijnwerker. Hij ontwierp voor katholieke bonden ook veel affiches.
De boeken die hij illustreerde, zijn onder andere Wolken, Wind en Water, Zo'n Duitse Rakker en allerlei boekjes in de vooroorlogse reeks Volkskrant-bibliotheek (Vobi).
Zijn bekendste tekening is tegenwoordig 'Wereldvijand no.1', omdat deze in veel archieven is terug te vinden. In 1942 verscheen de tekening op een propaganda-affiche en op een propaganda-pamflet van nationaalsocialistische zijde (de NSB of het Rijkscommissariaat in Nederland). De tekening was door Jul. echter al in 1939 gemaakt en gepubliceerd in het blad De Opmarsch van de RKSP. Van collaboratie is geen bewijs gevonden.

## Onderwijzer en musicus
Jul. Terlingen werkte verder als onderwijzer; achtereenvolgens op twee katholieke lagere scholen: de Thomas a Villanovaschool in Utrecht en daarna op de Gregoriusschool in dezelfde stad. Verder was hij een amateur-violist, die met regelmaat speelde tijdens de Bach-cantates in de Utrechtse Geertekerk.